# Aullese 1919
L'Associazione Sportiva Dilettantistica Aullese 1919, meglio nota come Aullese, era una squadra di calcio italiana con sede ad Aulla. Il club ha disputato nella sua storia un campionato di Serie C.

## Storia
Il club venne fondato nel 1919 e nel 1940 ottiene la promozione in Serie C. Nell'unico torneo di C disputato, la Serie C 1940-1941, l'Aullese sotto la guida di Ideale Cagnoli ed iscritta nel Girone E, si ritira dopo la diciassettesima giornata venendo così retrocessa nella serie inferiore. Nello stesso anno l'Aullese partecipa per la prima volta della sua storia alla Coppa Italia, venendo eliminata nelle qualificazioni di Serie C dal Pontedera.
Ha giocato la sua ultima stagione nel 2014. Ha poi svolto attività puramente giovanili fino al 2019.

## Palmarès

### Competizioni regionali
- Prima Divisione: 2

1939-1940 (girone A), 1949-1950 (girone E)